# Калдаријум
Калдаријум (лат. саldarium) или топло купатило је главна просторија Римског купатила — терми која се у античком свету користи за купање врућом водом и удисање паре.

## Порекло назива
Калдарију или саldarium је латинска реч настала од глагола caleo (бити врућ). За ову просторију у купатилу користи се и израз cella soliaris. 
Обично се налази у југозападном углу грађевине због што дуже осунчаности, па је зато поседовала и велике прозоре. У просторију се долазило преко тепидаријума или сауне, кроз мала врата.

## Намена и карактеристике
Ова главна просторија купатила која се користи за купање врућом водом и удисање паре, обично се налази у југозападном углу грађевине (терми) како би што дуже била изложена сунцу, па је зато поседовала и велике прозоре, са једноструко или двоструко засвођеним кровом Поред сунчеве топлоте, калдаријум је директно загреван и преко пода и зидова. Зидно грејање се користило за загревање када.
У просторију се улазило преко тепидаријума или сауне, на мала врата. 
Основа просторије била је различита. У раном развоју купатила била је овалног облика, са заједничким базеном са врућом водом алвеусом  — (лат. alveus), одвојеним од остатка простора степенастом балустрадом, као и са базеном на подијуму — лабрумом (лат. labrum),  у којем је најчешће била хладна вода и који се налазио у ниши наспрам базена са врућом водом.
У каснијем развоју лабрум нестаје, а уграђују се један или више алвеуса, тако да су калдаријуми са три нише или апсиде били веома распрострањени, као и полигонални или кружни типови. Нешто ређе се јављају правоугаони калдаријуми са базенима распоређеним дуж зидова просторије. У касној антици полукружни и кружни облик постају доминантни облик просторија или базена.

## Базени-каде у вези са калдаријумом

### Алвеус
Порекло назива
Алвеус  lveus — је латинска реч која означава шупљину, увалу. Термин је напуштен у касној антици. 
Намена и конструкција
Алвеус је базен-када са врућом водом, намењен за купање више особа истовремено. Овај базен, дубине око 1 m, са подом који је нижи од пода просторије, одвојен је од остатка просторије степенастом балустрадом. У зависности од величине купатила, у просторији су могли да буду један или више алвеуса.  
Купачи су седели на степенику алвеуса, посипали се врућом водом или се потапали у њу.
Базен се пунио врућом водом из котла или је имао сопствено ложиште, мада се срећу и грађевине са индиректним загревањем алвеуса помоћу суспензура и зидног загревања без сопственог ложишта. Алвеус по правилу нема одвод. 
Витрувије (De arch. 5. 10. 4) препоручује да најмања ширина алвеуса, између зида и балустраде, буде 6 стопа (око 1,80 m), а дубина 4 стопе, односно око 1,20 m.

### Солијум
Порекло назива
Реч солијум  (лат. Solium) — настала од глагола sedeo, sedi, sessum  (седети, боравити) и именице sedes  (седиште, трон).  У касној антици темин је коришћен уместо алвеуса да би означио заједнички базен у калдаријуму.
Намена
У рано доба под овим појмом подразумевала се појединачна кофа за поливање, потом је он означавао каду за потапање, док је у касној антици означаван као заједнички базен у калдаријуму.